# 希伯來詩歌

## 希伯來詩歌體裁的三個特點
希伯來詩歌體裁的三個特點 

### 平行體 (Parallelism)

#### 同義平行
```
 敬畏耶和華  是智慧的開端
 認識至聖者  就是聰明 (箴9:10)
[
2
]
```

```
 容易發怒的人  不要與他為友
 脾氣暴躁的人  不要與他來往 ﹙箴22:24)
[
3
]
```

#### 反義平行
```
 智慧的兒子  使父親歡樂
 愚昧的兒子  使母親憂愁 (箴10:1)
[
4
]
```

```
 謹守誡命的      保全自己的性命
 輕忽自己道路的  必致死亡 (箴19:16)
[
5
]
```

一個必須要問的問題:平行句之間的互動
- 從一般到特殊
- 從抽象到具體
- 從曖昧到更加明確
- 從通常的詞彙到不尋常的詞彙
- 從激烈更激烈

### 簡潔 (Terseness and Aphorisms)
希伯來詩歌，像其他文化中的詩歌一樣，體裁比散文簡潔, 行間的關係與過渡往往是不會完全地表達出來.簡潔的形式通常會省略冠詞（הָ ha, "the"），accusative（或對象）,標記（אֶת־ 'et direct object marker 中文沒有）和關係代詞（  אֲשֶׁר 'ašer, "that"/"which"等），並偶爾省略整個單詞,短語,連詞 (如“和”וְ 或“所以”)

### 喻象語言 (Figurative Language)
喻象語言雖不是詩歌的獨特語言,但在希伯來詩歌中卻是顯著和常見的。因此，要理解希伯來 詩歌，就必須熟悉這特徵。
喻象語言或比喻性語言,也是簡潔的另一種形式，筆者以簡潔形式溝通信息。 在文學中,由語言造出來的圖畫稱為意象
喻象語言簡單的說是將兩件不同性質的事情作出令人回味的比較，但同時它們之間也具有一些明確的共同點
比喻的本質是以一件事物來了解和經歷另一件事物 
下面是喻象語言的一些分類：
明喻(Simile)：，布羅根（J. V. Brogan)認為最保守的声義 為「一種以F好像』或『如同』來作出明確比較的修辭方 法。」42根據這定義，明喻至少有兩個分辨的指標。第一 個是明確的比較；第二個是明確的標記：「好像」、「如 同」。
- 力大如牛
- 如魚得水
- 神阿、我的心切慕你、如鹿切慕溪水。 (詩42:1)
- 他像一棵樹，栽在溪水旁，按時結果子，葉子總不枯乾；他所作的一切，盡都順利。(詩 1:3)
- 一句話說得合宜,就像金蘋果鑲在銀的器物上
- 智慧人的責備在聽從的人耳中,好像金耳環和精金的飾物(箴25:11-12) 

暗喻(Metaphor): 相對於明喻，暗喻就較難辨認，其中一個原因是暗喻 比明喻簡潔和含糊。45根據亞里士多德的定義，明喻藉著比 較標記，例如「如同」或「好像」，為讀者提供線索。可是 暗喻沒有提供這樣的標記，所以比較不明確。一句話是否暗 喻，要讀者自行取決。當然，在某些情況，我們一眼就看出是暗喻。中文成語「對牛彈琴」，即使沒有「好 像」或「如同」，仍可認出是比喻修辭（暗喻）,示「語境」決定一句話是否比喻，也幫助 讀者明白其意思。
- 對牛彈琴
- 自我增值
- 耶和華是我的牧人，我必不會缺乏 (詩23:1)
- 智慧人的訓誨是生命的泉源，能使人避開死亡的網羅。(箴13:14)

提喻(Synecdoche): 並不是中文辭彙。 但相當於就是借代，指代。提喻是不直接說某一事物的名稱，而是借事物的本身所呈現的各種對應的現象來表現該事物的這樣一種修辭手段。提喻又稱舉偶法。提喻與換喻（借代）不同，換喻主要藉助於密切的關係與聯想，而提喻則是藉助於部分相似。
轉喻(Metonymy)
擬人法(Personification)
寓言(Allegory)
諷刺(Irony):說一套實意郤是相反，通常是諷刺式
- 要把烈酒給將要滅亡的人喝；把酒給心裡愁苦的人喝(箴31:6)
- 因為神的愚笨總比人智慧，　神的軟弱總比人剛強。 (哥前1:25)

誇張法(Hyperbole): 言過其實。
- 亞古珥說他沒學問(箴30：3),
- 我沒有學習智慧，也不曉得有關至聖者的知識 (箴30:3)
- 也提醒我們詩人誇張地說，他是一個蠕蟲病毒（詩22：5）
- 但我是蟲，不是人，是世上所羞辱的，也是眾人所藐視的。(詩22：5）

反語法(Litotes): 或作曲言法,間接肯定法。是修辭手法的一種，指用反語的否定來表示肯定
Tapeinosis: 故意貶低,或減輕，以至提升或增加其價值
- 以下也是智慧人的話：審判的時候看人的情面是不對的。 (箴24:23) 
- 好譏笑人的不喜愛責備他的人，也不到智慧人那裡去。 (箴15:12) 

## 延伸阅读
- New International Commentary, The - The New International Commentary on the Old Testament – The Book of Proverbs Chapters 1-15.
- 希伯來詩歌詮釋:理論與實踐
- Leland Ryken. Words of Delight: A Literary Introduction to the Bible
- Klein, William W.; Dr. Craig L. Blomberg; Dr. Robert L. Hubbard Jr.; Kermit Allen Ecklebarger (1993-06-02). Introduction To Biblical Interpretation
- Lasor, William Sanford; David Allan Hubbard; Frederic William Bush; Leslie C. Allen (1996-06-01). Old Testament Survey: The Message, Form, and Background of the Old Testament